# Нижни Новгород
Вижте пояснителната страница за други значения на Новгород.
Нижни Новгород (на руски: Нижний Новгород) е голям град в Русия, административен център на Нижегородска област и на Приволжкия федерален окръг.
Разположен е при вливането на река Ока във Волга. Населението на града през 2021 година е 1 244 254 души, което го нарежда на 6-о място в страната, след Москва, Санкт Петербург, Новосибирск, Екатеринбург и Казан. Разстоянието до столицата Москва е около 400 km.

## География
Градът е разположен по бреговете на река Ока, при нейното вливане във Волга. Ока дели града на 2 приблизително равни части. Десният бряг е висок. Там на 7 хълма (от 100 до 200 м н.м.) е основан древният град Нижни Новгород и се намира историческата част на града. Левият бряг е нисък, там е разположен новият град.

## История
Основан е през 1221 г. от великия княз Юрий II Всеволодович, а от 1341 г. до 1392 г. е столица на Нижегородско-Суздалското княжество. През 1392 г. е присъединен към Московското княжество. От 1932 г. до 1990 г. градът се нарича Горки (Горький) по името на писателя Максим Горки.
На територията на града има 33 езера и 12 реки. Най-голямото езеро – Мещерско (Мещерское), е с площ 20 хектара.
Градът е сред най-замърсените в Русия. Множеството промишлени предприятията и липсата на пречиствателни станции замърсяват силно водите на реките.

## Забележителности
Исторически и архитектурни паметници: Печорски манастир (17 век), Смоленска (17 век) и Рождественска (18 век) църква.

## Икономика
Основните промишлени отрасли са автомобилостроенето, корабостроенето и металургията. Автомобилните заводи ГАЗ са в експлоатация от 1932 г. и произвеждат товарни автомобили и леките автомобили Волга и Чайка.

## Спорт
Градският стадион „Нижни Новгород“ е с капацитет 45 000 души. Реконструиран е за Световното първенство по футбол „Русия 2018“ за 220 млн. евро.

## Фотогалерия
- Нижни Новгород с река Волга
- Нижниновгородски Кремъл
- Катедралата Александър Невски
- Улица „Болша Покровска“
- Катедралата Архангел Михаил
- Печорски манастир
- Планетарий
- Дворец на детското изкуство на името на Чкалов

## Климат
- Средногодишна температура – +4 C°
- Средногодишна скорост на вятъра – 3 м/с
- Средногодишна влажност на въздуха – 76 %

|                                           | Яну | Фев | Мар | Апр | Май | Юни | Юли | Авг | Сеп | Окт | Ное | Дек | Год. |
| ----------------------------------------- | --- | --- | --- | --- | --- | --- | --- | --- | --- | --- | --- | --- | ---- |
| Средна максимална дневна температура (°C) | −8  | −7  | −1  | 9   | 17  | 22  | 24  | 22  | 15  | 7   | 1   | −6  | 8    |
| Средна минимална дневна температура (°C)  | −15 | −14 | −8  | 1   | 8   | 12  | 14  | 13  | 7   | 1   | −5  | −12 | 0    |
| '                                         |     |     |     |     |     |     |     |     |     |     |     |     |      |

## Родени в Нижни Новгород
- Николай Лобачевски – математик (1 декември 1792)
- Милий Балакирев – композитор (21 декември 1836)
- Максим Горки – писател (16 март 1868)
- Яков Свердлов – болшевик и държавен деятел (3 юни 1885)